# تاريخ تونس الوسيط
تاريخ تونس الوسيط، يرمز إلى الفترة الممتدة بين سنة 698 تاريخ الفتح الإسلامي وسنة 1574 تاريخ سيطرة العثمانيين على البلاد.

## الفتح الإسلامي
استقر الإسلام في المنطقة بعد ثلاث فتوحات متتالية عرفت مقاومة كبيرة من الأمازيغ، بينما لم تُعَرّب شعوب المنطقة إلا بعد ذلك بقرون، ويعود تعرب المنطقة أساسا إلى وفود العائلات والقبائل العربية خاصة مع هجرة بني هلال وبني سليم من جنوب الجزيرة العربية ومنطقة الخليج العربي محدثة بذلك توازنا ديمغرافيا جديدا عرف بغلبة العنصر العربي.
كانت أولى الفتوحات سنة 647م وعرفت بفتح العبادلة لان قوادها يحملون اسم عبد الله وانتهت بمقتل الحاكم البيزنطي.
وقعت الحملة الثانية سنة 661م وانتهت بالسيطرة على مدينة بنزرت. أما الحملة الثالثة والحاسمة فكانت بقيادة عقبة بن نافع سنة 670م وتم فيها تأسيس مدينة القيروان والتي أصبحت فيما بعد القاعدة الأمامية للحملات اللاحقة في إفريقية والأندلس. إلا أن مقتل عقبة بن نافع سنة 683م كاد يفشل الحملة، واضطر المسلمون إلى حملة رابعة ونهائية بقيادة حسان بن النعمان سنة 693م أكدت سيطرتهم على إفريقية رغم مقاومة شرسة من الأمازيغ بقيادة الكاهنة. وتمت السيطرة على قرطاج سنة 695م ورغم بعض الانتصارات للبربر واسترجاع البيزنطيين لقرطاج سنة 696م فإن المسلمين سيطروا بصفة نهائية على المدينة في 698م وقتلت الكاهنة في السنة نفسها.
لم تسترجع قرطاج هيبتها بعد ذلك وتم استبدالها بعد ذلك بميناء تونس القريب والذي كان مركز انطلاق للغزوات عبر البحر باتجاه صقلية وجنوب إيطاليا.
لم يكتف المسلمون بالسيطرة على السواحل بل أتجهوا برا لنشر الإسلام في صفوف الأمازيغ، الذين أصبحوا من ذلك الحين رأس الحربة في الفتوحات اللاحقة وخاصة في الأندلس بقيادة طارق بن زياد.
احتوت مدينة القيروان على العديد من مراكز تعليم الإسلام، ومثّلت إفريقية مركز الفتح الإسلامي. كما ساهم تأسيس جامعة الزيتونة بتونس سنة 737 م، في ترسيخ ونشر الثقافة العربية الإسلامية في المنطقة، وخاصّة المذهب المالكي.

## الدولة الأغلبية

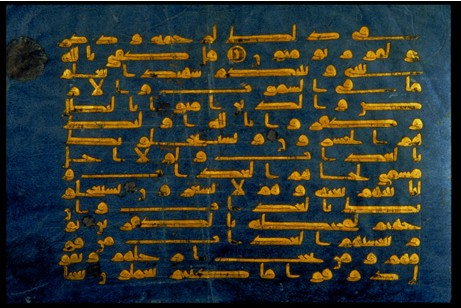
المصحف الأزرق الذي يرجع إلى القرن الرابع للهجرة

بقيت القيروان عاصمة لولاية أفريقية التابعة للدولة الأموية حتى 750م ثم الدولة العباسية ولم تشهد المنطقة حكما مستقلا إلا بقيادة إبراهيم ابن الأغلب مؤسس الدولة الأغلبية بقرار من هارون الرشيد سنة 800م والذي كان يريد بذلك وضع سد أمام الدويلات المنتشرة في غرب أفريقية أين انتشر الفكر الخارجي.
دام حكم الأغالبة 100 سنة وازدهرت خلاله الحياة الثقافية وأصبحت القيروان مركز إشعاع كما شهدت نفس الفترة تأسيس أسطول بحري قوي لصد الهجومات الخارجية والذي مكن أسد بن الفرات لاحقا من فتح جزيرة صقلية.

## الدولة الفاطمية

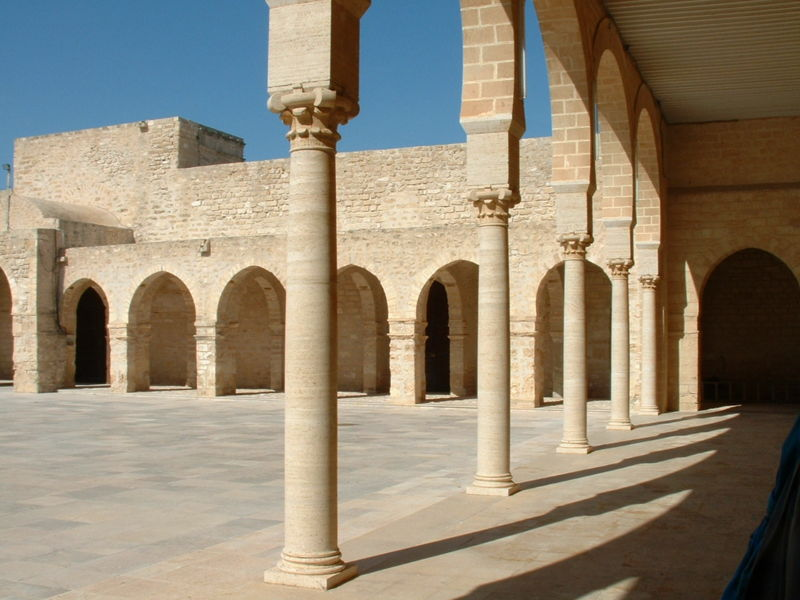
الجامع الكبير بالمهدية الذي يرجع إلى العصر الفاطمي

شكل وصول بني أمية إلى سدة الحكم بعد مقتل الإمام علي نقطة انطلاق تنظيم الشيعة العلويين وتحلقهم حول ذرية الإمام من السيدة فاطمة الزهراء، الحسن والحسين. كما أعطى مقتل الإمام الحسين شحنة جديدة زادت من تكتلهم ومن تقوية صفوفهم وذلك حتى نهاية الحكم الأموي.
لم يتغير وضع الشيعة كثير بعد وصول أبناء أعمامهم العباسيون إلى الحكم مما زاد شعورهم بالإحباط والكبت. وفي عهد الخليفة المنصور ظهرت عدة فرق في صفوف الشيعة لعل أهمها وأكثرها تنظيما سواء من ناحية العقدية أو سياسة أتباع إسماعيل بن جعفر الصادق.
بوفاة إسماعيل بن جعفر بدأت فترة الأئمة المستورين الذين لم يكن لهم مشاركة في الحياة السياسية وهم: الوافي أحمد والتقي محمد والزكي عبد الله والتي انتهت بظهور المهدي عبد الله والمعروف أكثر باسم عبيد الله المهدي.
استطاع عبد الله الشيعي في غضون 7 سنوات الاستيلاء على أغلب مناطق شمال إفريقيا وذلك بمساعدة بعض القبائل البربرية التي استجابت إلى دعوته واعتنقت المذهب الإسماعيلي. وبعد انتصارهم على الجيش الأغلبي دخل عبيد الله رقادة يوم الخميس 20 ربيع الثاني سنة 296 هـ/6 جانفي 909 م والتي كان زيادة الله الثالث قد تخلى عنها. دام حكم الفاطميين في تونس 64 عاما عرفت فيها البلاد ازدهارا كبيرا. عام 969 تمكن الفاطميون من فتح مصر لينقلوا إليها عاصمتهم عام 973.

## الدولة الصنهاجية
لما انتقل الفاطميون إلى مصر ولوا على إفريقية أميرا من أصل أمازيغي يدعى بلكين بن زيري بن مناذ الصنهاجي. استطاع بلكين القضاء على الفتن والثورات القبائلية المجاورة على حدود البلاد مما مكنه من تعزيز حكمه والاحتفاظ بالأراضي الشاسعة التي ورثها عن الفاطميين. في بداية القرن الحادي العشر خرج والي أشير حماد بن بلكين عن سلطة الصنهاجيين مما أدخل الطرفين في حرب طاحنة دامت عدة سنوات. فقد الصنهاجيون شيئا فشيئا جزءا كبيرا من المغرب الأوسط (الجزائر) لتقتصر في النهاية رقعة دولتهم أساسا على تونس وصقلية.
شهدت البلاد في عهد الصنهاجيين نهضة عمرانية وثقافية واقتصادية كبيرة، فازدهرت الزراعة في أنحاء البلاد بفضل انتشار وسائل الري، ووقع تشييد العديد من القصور والمكتبات والأسوار والحصون، فيما أصبحت عاصمتهم القيروان مركزا هاما للعلم والأدب.
عام 1045 أعلن الملك الصنهاجي المعز بن باديس خروجه عن الخلافة الفاطمية في القاهرة وانحيازه إلى الخلافة العباسية في بغداد. قامت قيامة الخليفة الفاطمي المستنصر بالله الذي أذن، بإيعاز من وزيره أبو محمد الحسن اليازوري، للقبائل البدوية المتمركزة في الصعيد بالزحف نحو تونس. أدى زحف القبائل البدوية (أساسا بنو هلال وبنو سليم) إلى تمزيق أوصال الدولة الصنهاجية وإلى خراب عاصمتهم بعد تعرضها للسلب والنهب.
بعد الغزو الهلالي أصبحت البلاد مقسمة بين عدة دويلات أهمها إمارة بنو خرسان في مدينة تونس والوطن القبلي، ومملكة بنو الورد وعاصمتها بنزرت، ومملكة بنو الرند وعاصمتها قفصة فيما حافظ الصنهاجيون على منطقة الساحل وإتخذوا من المهدية عاصمة لهم.

## الفترة الموحدية
عام 1060 انتهز النورمان انهيار الدولة الصنهاجية ليستولوا على صقلية لتصبح البلاد عرضة لغاراتهم. في عام 1135 تمكن روجيه الثاني من احتلال جزيرة جربة تبعها عام 1148 احتلال المهدية، سوسة، وصفاقس. استنجد الملك الحسن بن علي الصنهاجي بعبد المؤمن بن علي مؤسس الدولة الموحدية في المغرب لطرد الغزاة. استطاع الموحدون في السنوات التالية استرجاع كامل الأراضي التونسية من النورمان ليصبحوا مسيطرين على معظم أجزاء المغرب الكبير وجزء من الأندلس.

## الدولة الحفصية (1207-1574)

راية الحفصيين

عام 1207 ولى الموحدون على إفريقية أحد أتباعهم وهو أبو محمد بن عبد الواحد بن أبي حفص ابن الشيخ عبد الواحد بن أبي حفص الذي رافق محمد بن تومرت أثناء دعوته. عام 1228 تمكن أبو زكريا يحيى بن حفص من الانفراد بالمنصب لصالحه وأعلن منذ ديسمبر 1229 استقلاله عن الموحدين. إتخذ أبو زكريا مدينة تونس عاصمة له وإتخذ لنفسه لقب السلطان. عام 1249 خلف أبو أبو زكريا إبنه عبد الله محمد المستنصر الذي أعلن نفسه خليفة للمسلمين عام 1255. تعرضت البلاد عام 1270 إلى غزوة صليبية قادها لويس التاسع ضمن الحملة الصليبية الثامنة. شهدت الدولة بعد وفاة المستنصر عام 1277 عدة صراعات خلافة تخللتها عدة ثورات لقبائل جنوب البلاد، ولم تسترجع الدولة وحدتها إلا في عهد أبو يحي أبو بكر. استرجعت الدولة سالف مجدها في عهد أبو العباس أحمد وأبو فارس عبد العزيز الذان شهدت البلاد في عهدتها ازدهار التجارة والملاحة. دخلت الدولة في أواخر القرن الخامس عشر حالة من الركود تخللتها حروب خلافة وأصبحت منذ 1510 عرضة لغارات الإسبان.

## الحقبة الإسبانية
دخلت الدولة الحفصية سنة 1535 في صراع خلافة بين السلطان أبو عبد الله محمد الحسن وأخيه الأصغر رشيد. طلب الأخير العون من العثمانيين الذين تمكنوا من الاستيلاء على العاصمة بقيادة خير الدين بارباروسا (دون إرجاع رشيد على العرش). استنجد أبو عبد الله محمد الحسن بشارل الخامس، ملك إسبانيا الذي جهز جيشا قوامه 33,000 رجل و400 سفينة بالتحافل مع الدول البابوية، جمهورية جنوة ونظام فرسان مالطا. تمكن الإسبان من القيام بإنزال شمالي العاصمة في 16 يونيو، ثم بالاستيلاء على ميناء حلق الوادي، ثم تمكنوا من دخول العاصمة في 21 يوليو. أعيد تنصيب السلطان حسن على العرش لكنه أجبر على المصادقة على معاهدة تضع البلاد عمليا تحت الحماية الإسبانية. استمر في السنوات التالية الصراع بين الإسبان وحلفاءهم والعثمانيين. تمكن العثمانيون في النهاية سنة 1574، من طرد الإسبان نهائيا بعد الانتصار عليهم في معركة تونس.